# Matthias Hey

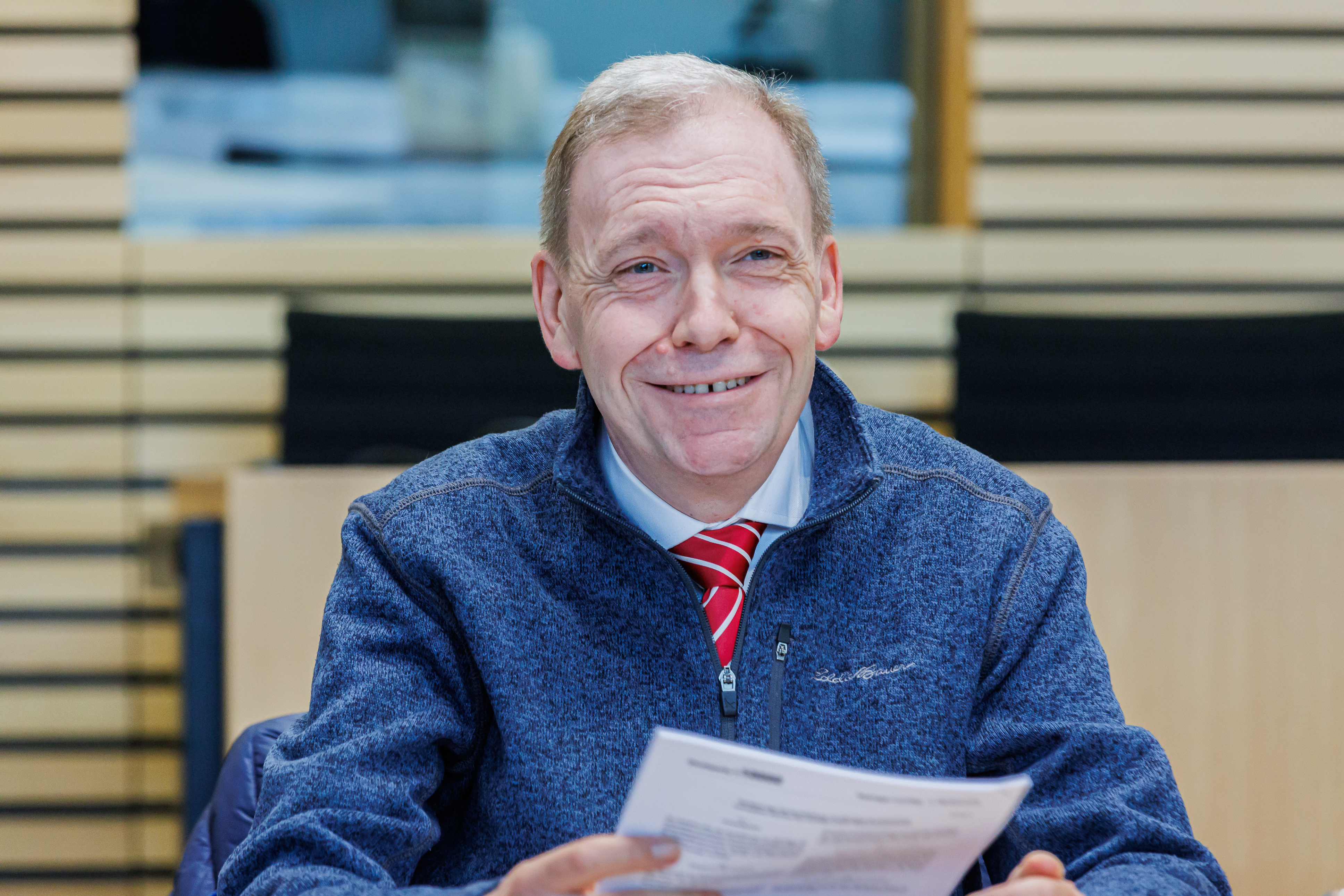
Matthias Hey (2024)

Matthias Hey (* 16. Februar 1970 in Erfurt) ist ein deutscher Politiker (SPD). Er ist seit 2009 Mitglied des Thüringer Landtags und war dort von 2014 bis 2024 Vorsitzender der SPD-Fraktion.

## Leben
Matthias Hey, Sohn eines Ökonomen und einer Verkäuferin, wuchs in Gotha auf. Nach Abschluss der 10. Klasse an der Polytechnischen Oberschule „Friedrich Engels“ absolvierte er in Pößneck und Erfurt die Ausbildung zum Facharbeiter für Offsetdruck. Von 1988 bis 1991 arbeitete er in diesem Beruf in der Druckerei August Bebel Gotha.
Nach kurzer Erwerbslosigkeit begann Hey mit dem Fachschulstudium am Bildungszentrum der Thüringer Steuerverwaltung in Gotha. 1994 schloss er dieses als Steuerfachwirt ab. Bis 2006 war er als Steuerbeamter am Finanzamt Gotha tätig.
Hey ist Mitglied der Evangelisch-Lutherischen Kirche, lebt in einer Lebensgemeinschaft und ist Vater von zwei Kindern. Im Oktober 2023 machte Hey eine Krebserkrankung öffentlich.

## Politischer Werdegang

### Kommunalpolitik
Zu den Kommunalwahlen in der DDR 1989 kandidierte Hey für die Gothaer Stadtverordnetenversammlung auf der Liste des FDGB und wurde als einer der jüngsten Stadtverordneten auch in dieses Gremium gewählt. Er kandidierte für die nachfolgenden Kommunalwahlen im Mai 1990 nicht mehr, engagierte sich aber zwischenzeitlich zunächst ab November 1989 beim Demokratischen Aufbruch, ab Februar 1990 bei den Vereinigten Linken und trat schließlich 1992 bei den Jusos ein. Ab 1994 war er Vorsitzender des Juso-Kreisverbands Gotha.
1996 wurde er Mitglied der SPD. 2001 zog er als Kandidat für die SPD bei den Kommunalwahlen in den Gothaer Stadtrat ein, ab 2005 war er Vorsitzender der Stadtratsfraktion der SPD.
2006 wurde er vom Gothaer Stadtrat zum Beigeordneten der Stadt Gotha mit den Aufgabenbereichen Finanzen, Soziales und Ordnung gewählt. Dieses Amt übte er bis zu seinem Wechsel in die Landespolitik mit der Landtagswahl 2009 aus.
Seit 2009 ist Hey Vorsitzender des SPD-Ortsvereins Gotha.

### Landespolitik

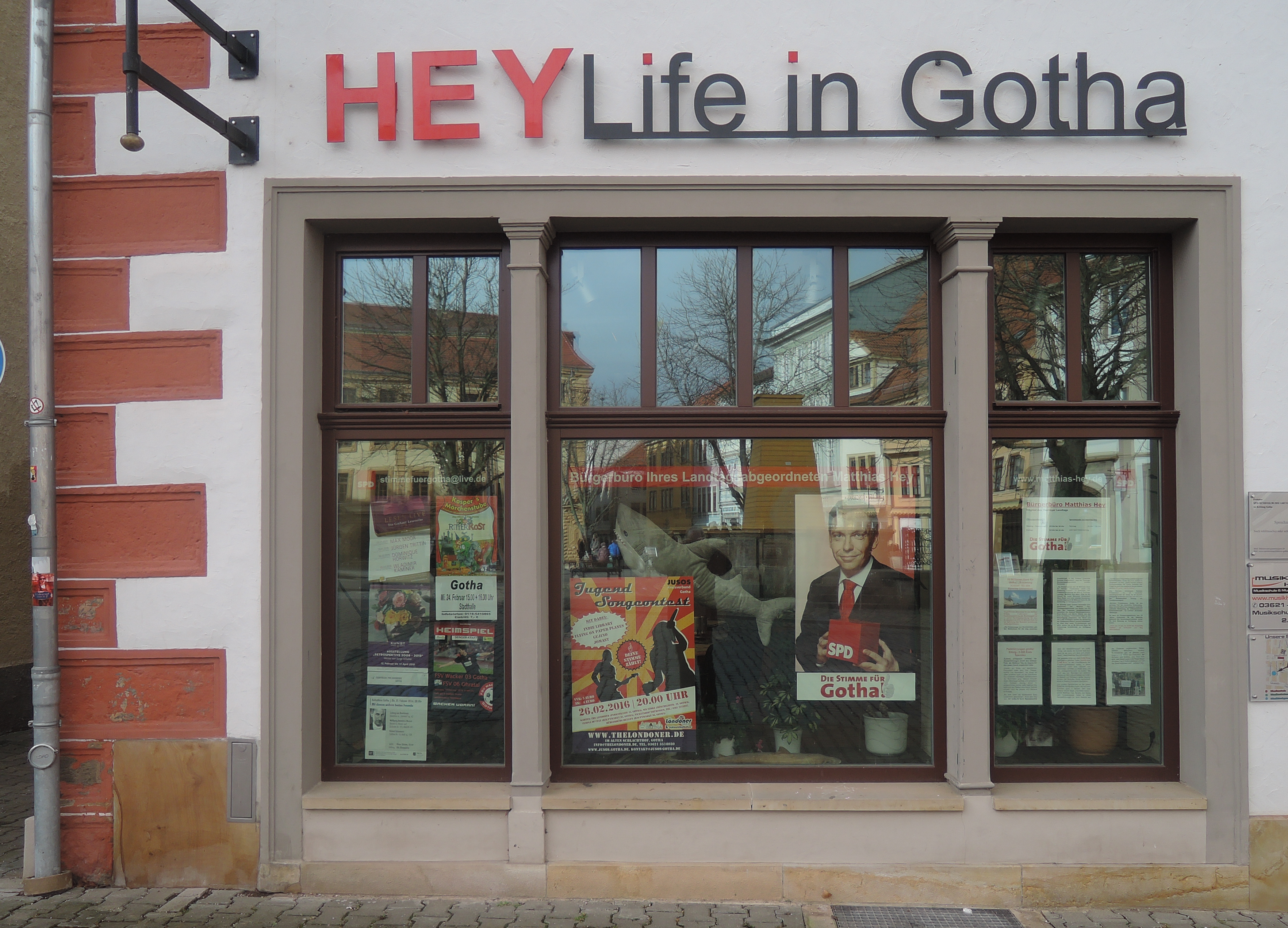
Bürgerbüro von Matthias Hey in Gotha

Bei der Landtagswahl in Thüringen 2009 errang er im Wahlkreis Gotha II mit einem Stimmenanteil von 40,6 % eines von landesweit zwei Direktmandaten für seine Partei (neben dem Landesvorsitzenden Christoph Matschie). Im Thüringer Landtag war Matthias Hey Vorsitzender des Innenausschusses sowie Mitglied des Finanz- und Haushaltsausschusses. Innerhalb der Fraktion der SPD war Hey Sprecher für Kommunalpolitik, Mitglied im Arbeitskreis Haushalt, Finanzen, Justiz, Bundes- und Europaangelegenheiten sowie im Arbeitskreis Innen, Kommunales und Bau.
Am 18. Dezember 2013 wurde Hey als Nachfolger von David-Christian Eckardt stellvertretender Vorsitzender der SPD-Landtagsfraktion.
Nach der Landtagswahl in Thüringen 2014, bei der er seinen Wahlkreis erfolgreich verteidigte und nun der einzige direkt gewählte SPD-Abgeordnete war, wurde er als Nachfolger von Werner Pidde zum SPD-Fraktionsvorsitzenden gewählt.
Zur Wahl des 7. Thüringer Landtags am 27. Oktober 2019 verteidigte Hey das Direktmandat im Wahlkreis Gotha II erneut mit 38,2 % der Stimmen und legte im Vergleich zu seiner Wahl 2014 knapp 1000 Stimmen zu. Er war weiterhin der einzige direktgewählte Abgeordnete seiner Partei im Freistaat Thüringen und wurde nach der Konstituierung seiner Fraktion zu deren Vorsitzenden wiedergewählt.
Bei der Wahl zum 8. Thüringer Landtag am 1. September 2024 verlor Matthias Hey seinen Wahlkreis gegen den AfD-Kandidaten Stephan Steinbrück mit nur wenigen Stimmen Unterschied. Da er auf der Landesliste der SPD bei der Landtagswahl auf Listenplatz 3 stand, hat er trotzdem einen Sitz im neuen Thüringer Landtag. Aufgrund seiner Krebserkrankung nahm er allerdings davon Abstand, sich erneut zum Fraktionsvorsitzenden wählen zu lassen, sodass im September 2024 Lutz Liebscher den Vorsitz der SPD-Fraktion im Thüringer Landtag übernahm.

## Ehrenamt
Hey ist in seiner Heimatstadt Mitglied zahlreicher Vereine, Initiativen und Verbände.
1995 zählte zu den Gründungsmitgliedern des Theatervereins Gotha, heute art der stadt e. V. und 1998 zu den Gründungsmitgliedern des KommPottPora Verein für soziokulturelle und internationale Zusammenarbeit e. V. Er ist Ehrenmitglied des VdK-Kreisverbandes Gotha sowie des Freundeskreises Kunstsammlungen Schloss Friedenstein Gotha e. V.
Hey ist Sprecher der Gothaer Initiative gegen das Vergessen, des Bündnisses Gotha hilft! und der Bürgerinitiative Rettet den Seeberg!. Zudem ist er ehrenamtlicher Beirat des FSV Wacker 03 Gotha und geprüfter Gästeführer der Residenzstadt Gotha.

### Ehrungen
Für sein Engagement insbesondere für das kulturhistorische Erbe der Stadt Gotha wurde Matthias Hey 2018 seitens der Stiftung Thüringer Schlösser und Gärten mit dem Christian-August-Vulpius-Preis geehrt. Die Auszeichnung versteht sich als Mäzenatenpreis der Stiftung.

## Politische Arbeit und Standpunkte
Hey setzt sich neben den allgemeinen politischen Schwerpunkten seiner Partei und seiner Landtagsfraktion insbesondere für die Belange seines Wahlkreises ein. Er engagiert sich u. a. im Thüringer Landtag auch um eine Wiederinbetriebnahme der 2011 stillgelegten Bahnstrecke Gotha–Gräfenroda, der sog. Ohratalbahn.
In seiner Tätigkeit als Abgeordneter des Thüringer Landtages setzte er sich erfolgreich gegen die Schließung mehrerer Bildungseinrichtungen der Stadt Gotha ein, beispielsweise für die Verwaltungsfachhochschule Gotha, die Staatliche Fachschule Gotha und das Gothaer Bildungszentrums der Thüringer Steuerverwaltung.
Parteiintern wird Hey zum linken Flügel der SPD gezählt, auch in seiner Eigenschaft als Vorsitzender seiner Landtagsfraktion bekannte er sich mehrfach öffentlich als Gegner der Großen Koalition im Bundestag.